# Siły Zbrojne Rzeczypospolitej Polskiej

Chorągiew Wojska Polskiego

Siły Zbrojne Rzeczypospolitej Polskiej (także: Wojsko Polskie) – siły i środki wydzielone przez Polskę do zabezpieczenia jej interesów i prowadzenia walki. Siły zbrojne są podstawowym elementem systemu obronnego państwa, przeznaczonym do skutecznej realizacji polityki bezpieczeństwa i obronnej. Zgodnie z obowiązującą Strategią Bezpieczeństwa Narodowego Rzeczypospolitej Polskiej, Siły Zbrojne RP utrzymują gotowość do realizacji trzech rodzajów misji: zagwarantowanie obrony państwa i przeciwstawienie się agresji, udział w procesie stabilizacji sytuacji międzynarodowej oraz w operacjach reagowania kryzysowego i operacjach humanitarnych, wspieranie bezpieczeństwa wewnętrznego i pomoc społeczeństwu, stojąc w ten sposób na straży suwerenności Polski oraz jej bezpieczeństwa i pokoju. Mogą brać udział w zwalczaniu klęsk żywiołowych, działaniach antyterrorystycznych, akcjach poszukiwawczych, a także ratowania życia ludzkiego. Biorą też udział w oczyszczaniu terenów z materiałów niebezpiecznych pochodzenia wojskowego i unieszkodliwiają je. 
Najwyższym zwierzchnikiem Sił Zbrojnych Rzeczypospolitej Polskiej jest Prezydent Rzeczypospolitej Polskiej, w czasie pokoju sprawujący tę funkcję za pośrednictwem Ministra Obrony Narodowej kierującego bezpośrednio Siłami Zbrojnymi RP, będącego członkiem Rady Ministrów działającej pod kierownictwem jej Prezesa, odpowiadającej za całokształt wewnętrznego i zewnętrznego bezpieczeństwa oraz obronności państwa, a także zarządzania kryzysowego, z kolei dowodzenie w imieniu Ministra Obrony Narodowej Siłami Zbrojnymi w czasie pokoju leży w gestii Szefa Sztabu Generalnego Wojska Polskiego, będącego zarazem organem pomocniczym Prezydenta Rzeczypospolitej Polskiej w procesie kierowania obroną państwa oraz osobą przewidzianą do mianowania w czasie wojny na stanowisko Naczelnego Dowódcy Sił Zbrojnych RP.
Do 1991 r. Siły Zbrojne RP wchodziły w skład wojsk Układu Warszawskiego, następnie w 1999 r. stały się częścią struktur wojskowych Organizacji Paktu Północnoatlantyckiego, a w 2004 r. także wspólnej polityki bezpieczeństwa i obrony Unii Europejskiej. Według rankingu Global Firepower (2023) Siły Zbrojne Rzeczypospolitej Polskiej stanowią 20. siłę militarną na świecie, wyprzedzając tym samym Siły Zbrojne Niemiec (25. miejsce), i Siły Zbrojne Hiszpanii (21. miejsce). Roczny budżet na cele obronne Polski wynosi 20,66 mld dolarów, co stawia Polskę na 18 miejscu na świecie pod tym względem. Wojsko Polskie jest najliczniejszą armią w Unii Europejskiej, oraz trzecią najliczniejszą armią w NATO.

## Historia Sił Zbrojnych Rzeczypospolitej Polskiej

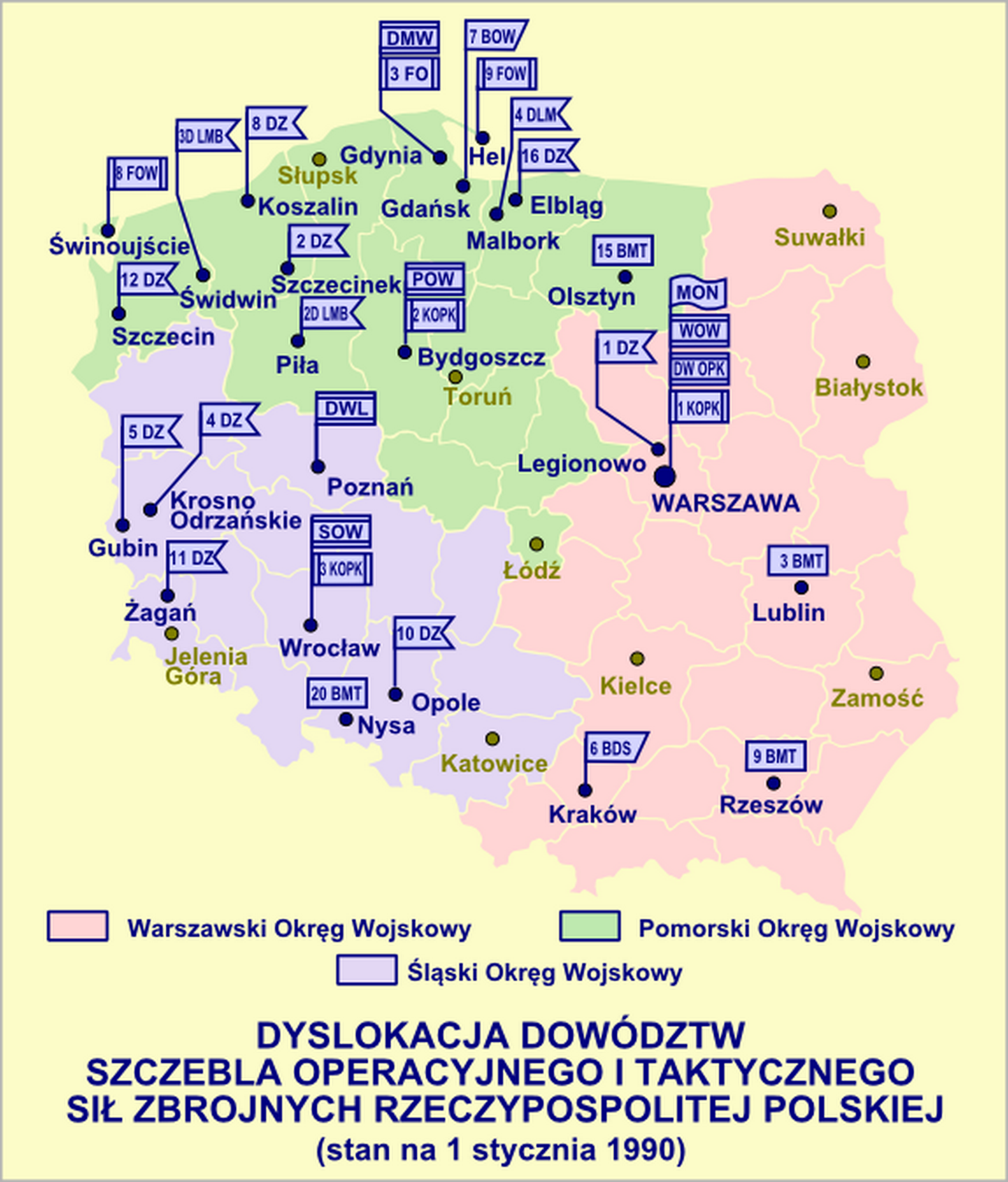
Dyslokacja SZ RP w 1990 roku

Od 1990 r. Siły Zbrojne RP przechodzą restrukturyzację i modernizację. Na początku 1990 roku, podczas uzgodnień z dowództwem Zjednoczonych Sił Zbrojnych Układu Warszawskiego, usankcjonowano zmiany, jakie zaszły w składzie Sił Zbrojnych PRL. W składzie Frontu Nadmorskiego utrzymywano nadal dwie armie, jeden korpus i odwód ogólnowojskowy. Lotnictwo dysponowało dywizją lotnictwa myśliwskiego, dwoma dywizjami lotnictwa myśliwsko-bombowego, pułkiem lotnictwa rozpoznania taktycznego i dwoma pułkami śmigłowców bojowych. Marynarka Wojenna wydzielała flotyllę okrętów i dwie flotylle obrony wybrzeża.
Po rozwiązaniu w 1991 r. Układu Warszawskiego, uznano potrzebę utrzymywania dotychczasowego potencjału militarnego w celu zapewnienia skutecznego odstraszania potencjalnego przeciwnika. Wstrzymano redukcję wojska. W wojskach lądowych przyjęto, że każdy z czterech okręgów wojskowych wystawi korpus ogólnowojskowy. Okręgi: Pomorski OW, Śląski OW i Warszawski OW miały wystawić korpusy z trzema dywizjami zmechanizowanymi, a Krakowski Okręg Wojskowy miał wystawić korpus w składzie dywizji kawalerii powietrznej oraz trzech samodzielnych brygad. Siły Powietrzne wystawiały korpus lotnictwa operacyjnego i dwa korpusy obrony powietrznej. W Marynarce Wojennej funkcjonowały trzy flotylle.
W 1999 r. Siły Zbrojne RP stały się częścią struktur wojskowych Organizacji Paktu Północnoatlantyckiego. W 2001 roku wprowadzono nową strukturę Sił Zbrojnych RP na wypadek wojny. W Wojskach Lądowych były to dwa korpusy zmechanizowane z dwiema dywizjami zmechanizowanymi. W Siłach Powietrznych wystawiono korpusy obrony powietrznej, w Marynarce Wojennej nie wprowadzono żadnych zmian. Odwód naczelnego dowódcy stanowiły mobilne brygady i oddziały rodzajów wojsk.
W 2004 r. Siły Zbrojne RP weszły w skład struktur wojskowych wspólnej polityki bezpieczeństwa i obrony Unii Europejskiej. Rozwiązano jedno dowództwo 1 Korpusu. Wojska Lądowe na wypadek wojny mogły wystawić jeden korpus ogólnowojskowy w składzie trzech-czterech dywizji. Siły Powietrzne dwa skrzydła lotnictwa taktycznego, a Marynarka Wojenna dwie flotylle. W razie prowadzenia wspólnych działań z wojskami NATO, polskie dywizje i jednostki wsparcia weszłyby w skład korpusów wielonarodowych. Siły Powietrzne i Marynarka Wojenna mogłyby zachować autonomiczność, bądź wejść w skład większych zgrupowań sojuszniczych.
Od 2005 do uzbrojenia Polski stopniowo dołączają wielozadaniowe myśliwce F-16, samoloty transportowe CASA C-295M i C-130 Hercules, transportery opancerzone KTO Rosomak, czołgi podstawowe Leopard 2, lekkie śmigłowce SW-4 oraz przeciwpancerne pociski rakietowe SPIKE. Od 11 lutego 2009 roku w Polsce nie stosuje się przymusowego poboru do wojska, a 22 stycznia 2010 roku zakończył się proces całkowitego uzawodowienia armii. 
Siły Zbrojne RP przeszły z modelu wielkiej armii poborowej do mniejszej armii, składającej się z żołnierzy zawodowych oraz ochotników. Wojska operacyjne Sił Zbrojnych RP brały i biorą udział w wielu operacjach zagranicznych ONZ, NATO i UE, a także podtrzymują udział w koreańskiej Komisji Nadzorczej Państw Neutralnych, który – choć w praktyce symboliczny – jest z punktu widzenia prawa międzynarodowego rozstrzygający dla jej dalszego istnienia.

## Zadania i struktura Sił Zbrojnych Rzeczypospolitej Polskiej

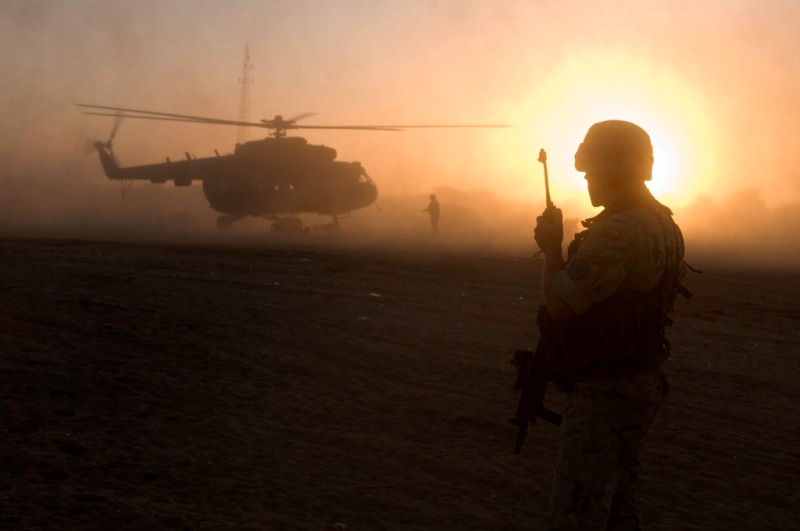
Desant polskich żołnierzy pod Am Nabak

### Zadania Sił Zbrojnych Rzeczypospolitej Polskiej
„Siły Zbrojne Rzeczypospolitej Polskiej służą ochronie niepodległości państwa i niepodzielności jego terytorium oraz zapewnieniu bezpieczeństwa i nienaruszalności jego granic. Siły Zbrojne zachowują neutralność w sprawach politycznych oraz podlegają cywilnej i demokratycznej kontroli” (z Konstytucji RP r. I, art. 26, p. 1 i p. 2). „Siły Zbrojne ponadto mogą brać udział w zwalczaniu klęsk żywiołowych i likwidacji ich skutków, działaniach antyterrorystycznych, akcjach poszukiwawczych oraz ratowania życia ludzkiego, a także w oczyszczaniu terenów z materiałów wybuchowych i niebezpiecznych pochodzenia wojskowego oraz ich unieszkodliwianiu”.

### Zwierzchnictwo
Najwyższym zwierzchnikiem Sił Zbrojnych RP jest Prezydent Rzeczypospolitej Polskiej, który swoje zadania w tym zakresie wykonuje przy pomocy Biura Bezpieczeństwa Narodowego. W czasie pokoju Prezydent Rzeczypospolitej Polskiej sprawuje zwierzchnictwo nad Siłami Zbrojnymi RP za pośrednictwem Ministra Obrony Narodowej. Organem pomocniczym Prezydenta Rzeczypospolitej Polskiej w procesie kierowania obroną państwa jest Szef Sztabu Generalnego Wojska Polskiego, który zwykle przewidziany jest do mianowania w czasie wojny na stanowisko Naczelnego Dowódcy Sił Zbrojnych RP.
Za całokształt bezpieczeństwa wewnętrznego i zewnętrznego, obronności oraz zarządzania kryzysowego w kraju odpowiada przed Sejmem RP politycznie Rada Ministrów pod kierownictwem jej Prezesa, która koordynuje działania poszczególnych służb przy pomocy Rządowego Centrum Bezpieczeństwa. W jej skład wchodzi Minister Obrony Narodowej, który nadzoruje bezpośrednio Szefa Sztabu Generalnego Wojska Polskiego, kierując w czasie pokoju Siłami Zbrojnymi RP przy pomocy Ministerstwa Obrony Narodowej, w którego strukturach działa Sztab Generalny Wojska Polskiego.

### System dowodzenia
Siłami Zbrojnymi RP w czasie pokoju dowodzi w imieniu Ministra Obrony Narodowej Szef Sztabu Generalnego Wojska Polskiego, który pod względem pełnionej funkcji jest najwyższym stanowiskiem służbowym wśród żołnierzy pełniących czynną służbę wojskową, toteż podlegają mu m.in.: 
- Dowódca Generalny Rodzajów Sił Zbrojnych
- Dowódca Operacyjny Rodzajów Sił Zbrojnych,
- Szef Inspektoratu Wsparcia Sił Zbrojnych,

Ponadto za pośrednictwem Szefa Sztabu Generalnego wykonywane jest przez ministra zwierzchnictwo nad Dowódcą Garnizonu Warszawa. 
Poza zakresem zwierzchnictwa Szefa Sztabu pozostawali natomiast w 2023 r. m.in.:
- Dowódca Wojsk Obrony Terytorialnej — do czasu osiągnięcia gotowości bojowej przez ten rodzaj sił zbrojnych,
- Dowódca Komponentu Wojsk Obrony Cyberprzestrzeni,
- Komendant Główny Żandarmerii Wojskowej,
- Szef Agencji Uzbrojenia
- szereg organów wojskowych inspekcji, służb kontrolnych i jednostek certyfikujących[12][13].

W latach 2014–2018 rola SG WP polegała głównie na planowaniu strategicznym i doradzaniu Ministrowi ON, wskutek reformy wdrożonej 1 stycznia 2014 r.

## Skład bojowy
W skład Sił Zbrojnych RP wchodzą jako ich rodzaje:
| Godło | Nazwa                       | Liczba żołnierzy                                                                        |
| ----- | --------------------------- | --------------------------------------------------------------------------------------- |
|       | Wojska Lądowe               | 62 886 żołnierzy (03.2024)                                                              |
|       | Siły Powietrzne             | 19 827 żołnierzy (03.2024)                                                              |
|       | Marynarka Wojenna           | 8002 żołnierzy (03.2024)                                                                |
|       | Wojska Specjalne            | ~3 150 żołnierzy (2021)                                                                 |
|       | Wojska Obrony Terytorialnej | 35 997 żołnierzy TSW (31.12.2024) 5872 żołnierzy zawodowych (31.12.2024) = ponad 42 009 |

W skład Sił Zbrojnych RP wchodzą także jako specjalistyczny komponent:
| Godło | Nazwa                          | Liczba żołnierzy          |
| ----- | ------------------------------ | ------------------------- |
|       | Wojska Obrony Cyberprzestrzeni | 2 125 żołnierzy (02.2022) |

W skład Sił Zbrojnych RP wchodzi także, jako ich wyodrębniona i wyspecjalizowana służba – organ ochrony bezpieczeństwa i porządku publicznego, kontrolujący także dyscyplinę wojskową:
| Godło | Nazwa                | Liczba żołnierzy          |
| ----- | -------------------- | ------------------------- |
|       | Żandarmeria Wojskowa | 3 330 żołnierzy (02.2022) |

Ponadto instytucjami centralnymi Ministerstwa Obrony Narodowej pozostającymi poza strukturami rodzajów wojsk Sił Zbrojnych RP są m.in.:
- Dowództwo Garnizonu Warszawa, któremu podlegają jednostki zabezpieczenia na obszarze stolicy, z wyłączeniem jednostek zlokalizowanych w dzielnicy Wesoła stanowiącej siedzibę osobnego garnizonu, a także kilka jednostek łączności i dowodzenia zlokalizowanych poza Warszawą,
- Agencja Uzbrojenia.

### Wojska Lądowe

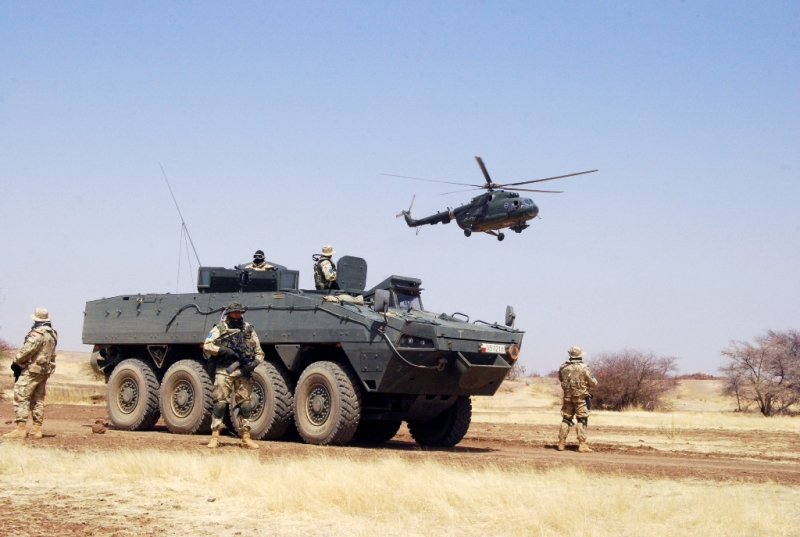
Polscy żołnierze na misji wojskowej w Czadzie w pojeździe Rosomak i śmigłowcu Mi-17

Wojska Lądowe przeznaczone są do zapewnienia obrony przed atakiem lądowo-powietrznym w dowolnym rejonie Polski, na każdym kierunku, w obliczu każdej formy zagrożenia. Wojska Lądowe podzielone są na następujące rodzaje wojsk: wojska pancerne i zmechanizowane, wojska aeromobilne, wojska rakietowe i artylerii, wojska obrony przeciwlotniczej, wojska inżynieryjne, wojska chemiczne, wojska łączności i informatyki, oraz inne oddziały i pododdziały rozpoznania i walki elektronicznej, pododdziały działań psychologicznych i pododdziały logistyczne. W Wojskach Lądowych istnieje system logistyczny zabezpieczający proces szkolenia pokojowego, funkcjonowania jednostek wojskowych oraz ich przygotowania do prowadzenia działań bojowych. W Wojskach Lądowych można wyróżnić także jednostki piechoty górskiej. Struktura i organizacja Wojsk Lądowych odpowiadają standardom NATO. Z dniem 1 stycznia 2012 przestały funkcjonować ostatnie 2 okręgi wojskowe: Śląski Okręg Wojskowy i Pomorski Okręg Wojskowy, znosząc dawny system administracji wojskowej.
Trzonem Wojsk Lądowych są 4 dywizje ogólnowojskowe: 3 zmechanizowane (12, 16, 18) i 1 pancerna (11), oraz brygady – powietrznodesantowa (6) i kawalerii powietrznej (25).
Do roku 2008 w Wojskach Lądowych istniały Brygady Obrony Terytorialnej, jednak od 1 stycznia 2017 roku zostały z nich wyodrębnione jako kolejny rodzaj Sił Zbrojnych: Wojska Obrony Terytorialnej.

### Siły Powietrzne

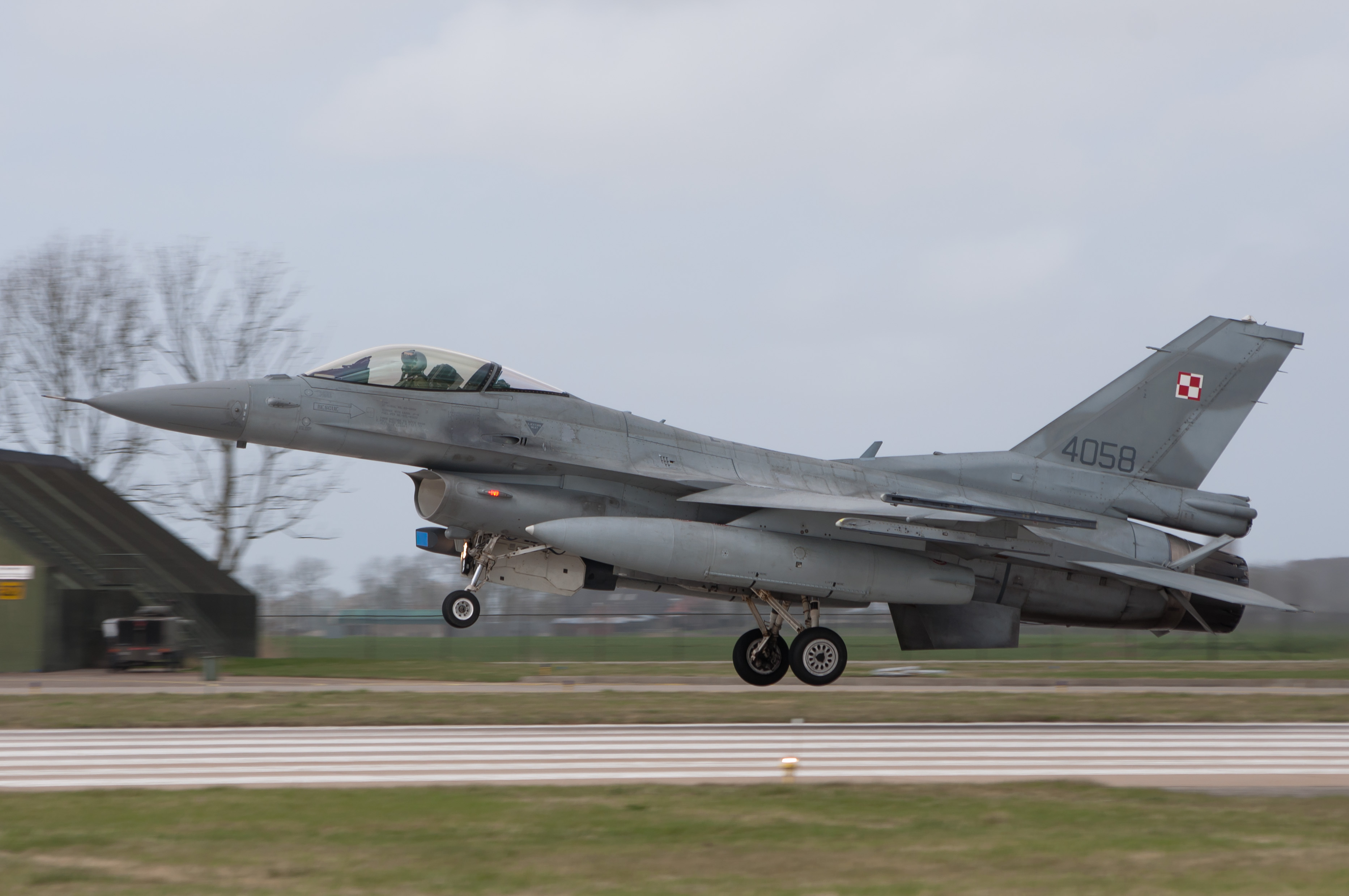
Myśliwiec wielozadaniowy F-16

Głównymi zadaniami Sił Powietrznych jest prowadzenie operacji mających na celu uzyskanie przewagi w powietrzu i wspieranie oddziałów innych Rodzajów Sił Zbrojnych. Składają się z Wojsk Lotniczych, Wojsk Obrony Przeciwlotniczej i Wojsk Radiotechnicznych.
Ich prekursorem były siły powietrzne Błękitnej Armii podczas I wojny światowej. Do 1 lipca 2004 nosiły nazwę: Wojska Lotnicze i Obrony Powietrznej (WLOP), które z kolei zostały utworzone 1 lipca 1990 przez połączenie dwóch rodzajów sił zbrojnych: Wojsk Lotniczych i Wojsk Obrony Powietrznej Kraju.

### Marynarka Wojenna

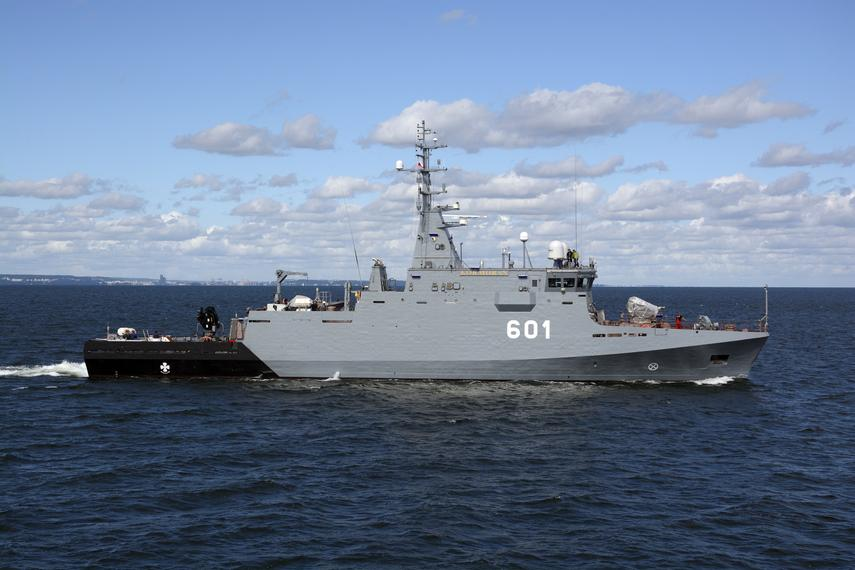
Niszczyciel min ORP Kormoran

Marynarka Wojenna przeznaczona jest do obrony interesów państwa na polskich obszarach morskich, morskiej obrony wybrzeża oraz udziału w lądowej obronie wybrzeża we współdziałaniu z innymi rodzajami sił zbrojnych w ramach strategicznej operacji obronnej. Na podstawie umów międzynarodowych, Marynarka Wojenna zobowiązana jest do utrzymywania zdolności do realizacji zadań związanych z zapewnieniem bezpieczeństwa zarówno w obszarze Morza Bałtyckiego, jak i poza nim. Podstawowymi zadaniami Marynarki Wojennej są obrona i utrzymanie morskich linii komunikacyjnych państwa podczas kryzysu i wojny oraz niedopuszczenie do blokady morskiej kraju. W czasie pokoju Marynarka Wojenna wspiera działania Straży Granicznej w obszarze morskich wód terytorialnych i wyłącznej strefy ekonomicznej. 
Lotnictwo Marynarki Wojennej stanowi ponadto lotniczą służbę SAR, odpowiedzialną za operacje lotnicze podczas działań ratownictwa morskiego, uzupełniając Morską Służbę Poszukiwania i Ratownictwa, która nie dysponuje własnym lotnictwem.

### Wojska Specjalne

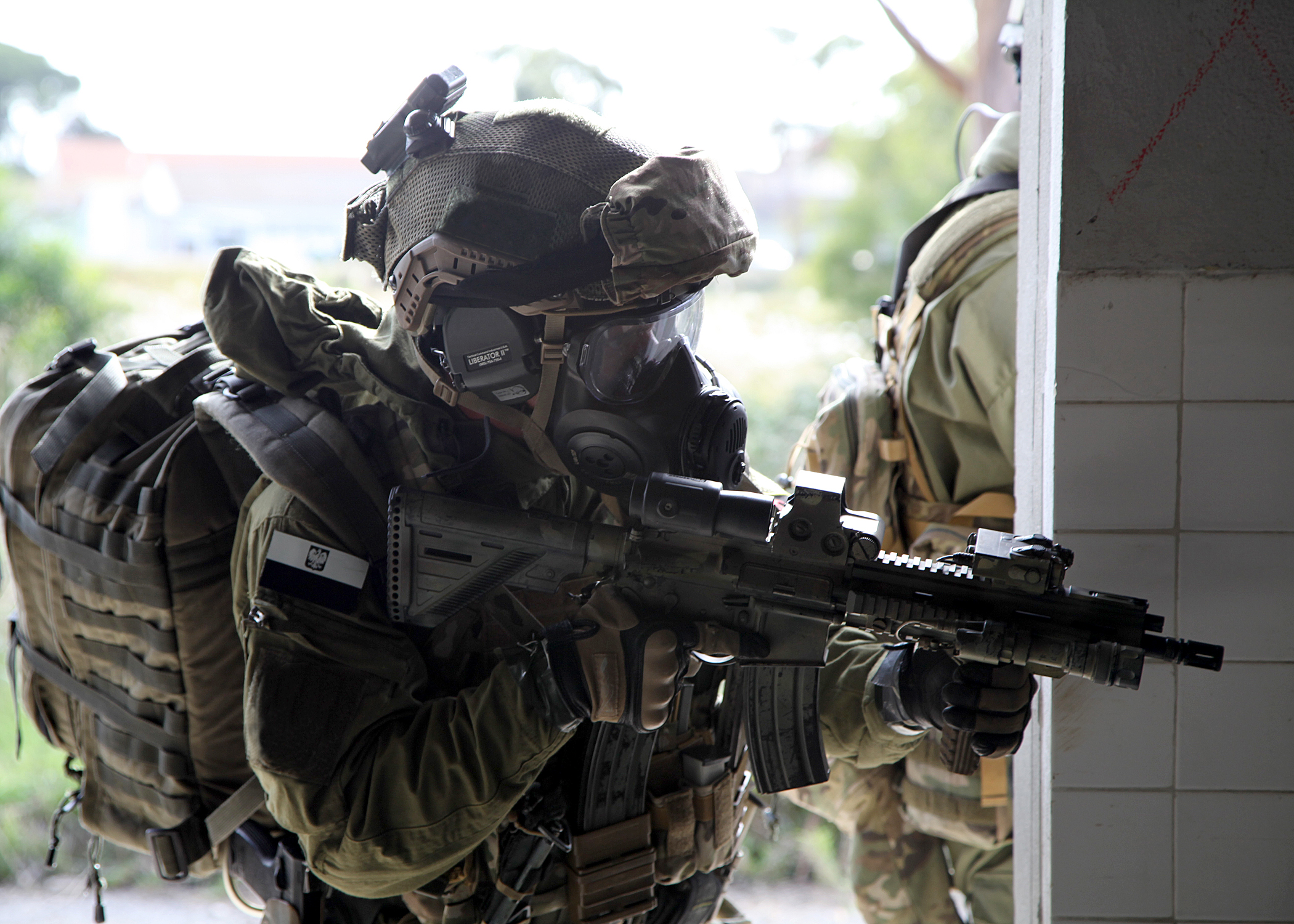
Żołnierze Wojsk Specjalnych podczas ćwiczeń NATO Trident Juncture 15

Wojska Specjalne są przeznaczone do prowadzenia szeroko pojętej walki specjalnej (działania specjalne, kontrterroryzm, działania nieregularne, działania podjazdowe i inne), a także do obrony, działań ochronno-obronnych. Działać mogą zarówno na terytorium Polski, jak i poza jej granicami w okresie pokoju, kryzysu i wojny. Działają jako wojska operacyjne samodzielnie, bądź z innymi Rodzajami Sił Zbrojnych RP, a także biorą udział w sojuszniczych operacjach. Zadania prowadzone samodzielnie lub we współdziałaniu z innymi rodzajami sił zbrojnych mogą mieć znaczenie operacyjne lub strategiczne. Tworzą moduły zadaniowe, w których skład wchodzą wyselekcjonowani, wyszkoleni i wyposażeni żołnierze, przygotowani do realizacji działań w warunkach najwyższego ryzyka.

### Wojska Obrony Terytorialnej
Główne zadania:

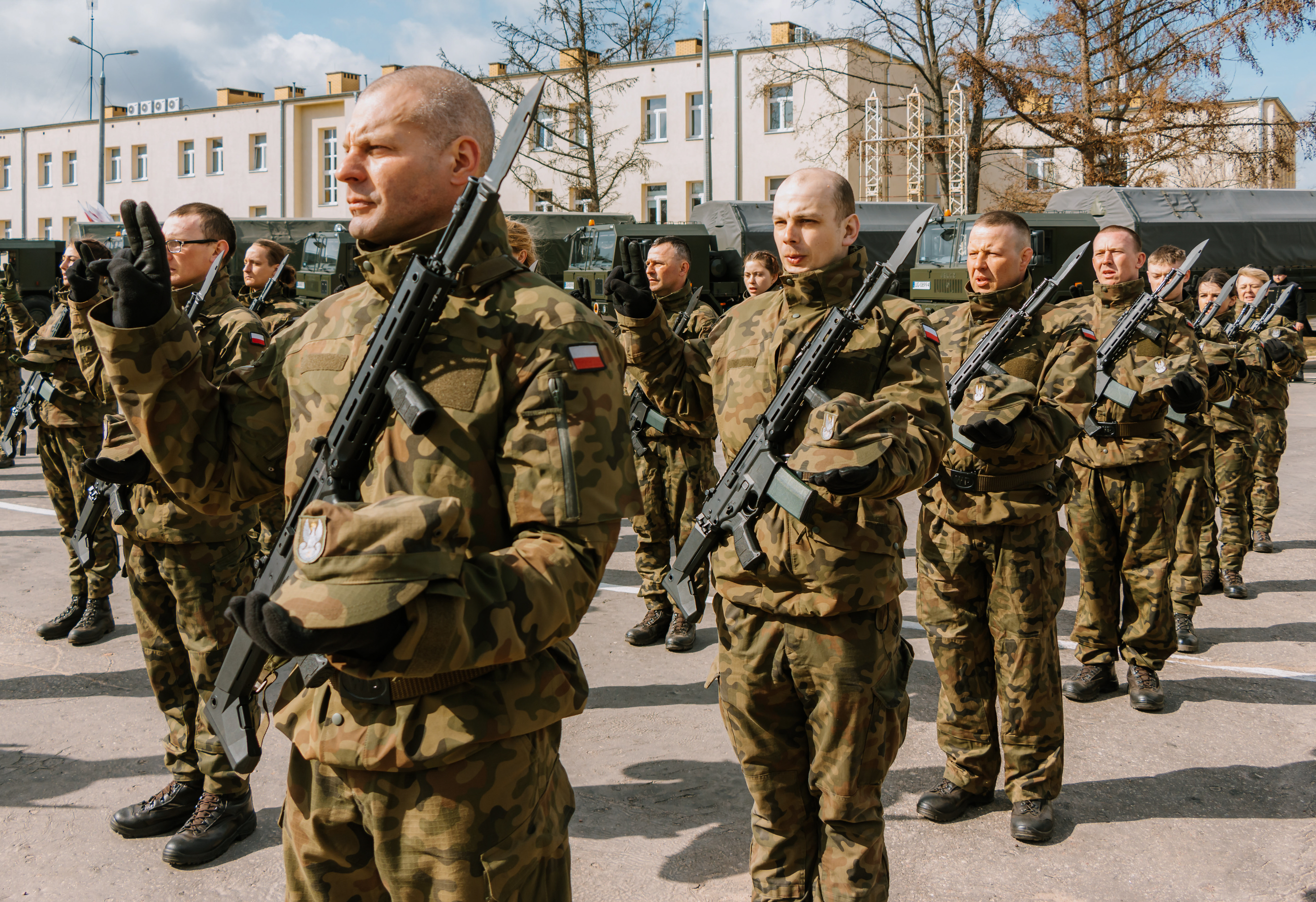
Żołnierze WOT podczas przysięgi wojskowej

- prowadzenie działań obronnych we współdziałaniu z wojskami operacyjnymi oraz wsparcie elementów układu pozamilitarnego;
- prowadzenie samodzielnych działań niekonwencjonalnych, przeciwdywersyjnych i przeciwdesantowych;
- udział w zabezpieczeniu przyjęcia i rozwinięcia sojuszniczych sił wzmocnienia w nakazanych rejonach;
- realizacja przedsięwzięć z zakresu: zarządzania kryzysowego, zwalczania klęsk żywiołowych oraz likwidacji ich skutków, ochrona mienia, akcje poszukiwawczo-ratownicze;
- prowadzenie działań informacyjnych.

## Wojskowe służby specjalne
Dostarczanie informacji wywiadowczych i zapewnianie bezpieczeństwa w zakresie obronności państwa, wykonują na rzecz Ministra Obrony Narodowej i ogólnie Sił Zbrojnych RP Rzeczypospolitej Polskiej wojskowe służby specjalne:
- Służba Kontrwywiadu Wojskowego,
- Służba Wywiadu Wojskowego.

W czasie pokoju są to służby mundurowe odrębne od Sił Zbrojnych Rzeczypospolitej Polskiej, natomiast w razie ogłoszenia powszechnej albo częściowej mobilizacji lub wprowadzenia stanu wojny stają się ich częścią, podobnie jak Straż Graniczna. Bezpośrednie zwierzchnictwo nad szefami obydwu służb w imieniu Prezesa Rady Ministrów sprawuje Minister Obrony Narodowej, natomiast zapewnianie współdziałania z pozostałymi służbami specjalnymi stanowi formalnie kompetencję Rady Ministrów, która w praktyce delegowana jest na ministra – koordynatora służb specjalnych, wspomaganego przez Kolegium ds. Służb Specjalnych, odbywając się w oparciu o Kancelarię Prezesa Rady Ministrów i Rządowe Centrum Bezpieczeństwa. Kontrola cywilna wykonywana jest z kolei przez Komisję ds. Służb Specjalnych Sejmu RP.

## Szkolnictwo Sił Zbrojnych RP
Kształcenie kadr Sił Zbrojnych Rzeczypospolitej Polskiej odbywa się w instytucjach szkolnictwa wojskowego, którymi są:
- pięć uczelni wojskowych, spośród których dwie powołały wspólną federację:
  - Federacja Akademii Wojskowych:
    - Lotnicza Akademia Wojskowa w Dęblinie;
    - Akademia Marynarki Wojennej w Gdyni;

  - Akademia Wojsk Lądowych we Wrocławiu, a w ramach jej etatu również Kolegium Wojskowo-Lekarskie Uniwersytetu Medycznego w Łodzi oraz kurs kapelanów dla alumnów WMSD przy Akademii Katolickiej w Warszawie przeznaczonych dla potrzeb Ordynariatu Polowego;
  - Wojskowa Akademia Techniczna w Warszawie, w tym działająca w jej strukturach jedyna wojskowa szkoła doktorska;
  - Akademia Sztuki Wojennej w Warszawie;
- dwie wojskowe szkoły ponadpodstawowe:
  - Ogólnokształcące Liceum Lotnicze w Dęblinie;
  - Wojskowe Ogólnokształcące Liceum Informatyczne w Warszawie;
- sześć szkół podoficerskich (dla osób z wykształceniem co najmniej średnim):
  - Szkoła Podoficerska Wojsk Lądowych w Poznaniu;
  - Szkoła Podoficerska Sił Powietrznych w Dęblinie;
  - Szkoła Podoficerska Logistyki w Grupie
  - Szkoła Podoficerska Marynarki Wojennej w Ustce;
  - Szkoła Podoficerska SONDA w Zegrzu;
  - Szkoła Podoficerska Żandarmerii Wojskowej w Mińsku Mazowieckim.

Ponadto istnieje szereg wojskowych wyspecjalizowanych centrów i ośrodków szkolenia, a także wyspecjalizowane piony szkolenia wybranych wojskowych instytutów badawczych. Rozwijana jest także współpraca z cywilnymi uczelniami i szkołami ponadpodstawowymi, umożliwiającą ich studentom albo uczniom szkolenie wojskowe, odpowiednio w ramach: programu Legii Akademickiej albo programu oddziałów przygotowania wojskowego szkół ponadpodstawowych.

## Kadra
Łączna liczebność żołnierzy SZRP na marzec 2024 roku wynosiła 217 980 na co składa się:
- 135 463 żołnierzy zawodowych (03.2024)[26]
- ~30 000 żołnierzy dobrowolnej zasadniczej służby wojskowej (03.2024)[26]
- 6 967 żołnierzy zawodowych w okresie kształcenia (03.2024)[26]
- ~41 000 żołnierzy Terytorialnej Służby Wojskowej (03.2024)[26]
- 4 550 żołnierzy dobrowolnej zasadniczej służby wojskowej na potrzeby kształcenia (03.2024)[26]

Ponadto wojsko ma do dyspozycji około 1,7 miliona rezerwistów oraz 45 376 pracowników cywilnych.

### Kadra zawodowa
Żołnierze zawodowi Sił Zbrojnych RP otrzymują za pełnione obowiązki miesięczne uposażenie (wynagrodzenie). Na uposażenie polskiego żołnierza zawodowego składają się:
- uposażenie zasadnicze
- dodatki
- należności pieniężne.

Uposażenie zasadnicze zależne jest od stanowiska służbowego i stopnia etatowego. Najniższe uposażenie zasadnicze otrzymuje szeregowy (w 2021: 4110 zł brutto/miesięcznie), najwyższe – Szef Sztabu Generalnego WP (w 2021: 16 830 zł brutto/miesięcznie).
Do comiesięcznego uposażenia zasadniczego doliczane są dodatki.
Na podstawie wielokrotnie zmienianego rozporządzenia szefa MON z 2004 roku oraz innych aktów prawa, do uposażenia zasadniczego doliczane było siedem różnych rodzajów dodatków. Dodatek za długoletnią służbę wynosił na podstawie rozporządzenia z 2004 roku 300 zł, plus procent kwoty uposażenia zasadniczego odpowiadający liczbie lat stażu (od min. 3 do maks. 30 proc. uposażenia zasadniczego). Dodatek specjalny otrzymywali m.in. piloci za wykonywanie lotów, marynarze za służbę na morzu, żołnierze GROM, saperzy, nurkowie itp. za przeprowadzane akcje. Trzecim dodatkiem był dodatek z tytułu zajmowanego stanowiska. Dotyczył on m.in. lekarzy wojskowych, kontrolerów ruchu lotniczego, szefów i dowódców jednostek organizacyjnych. Odrębny dodatek przysługiwał żołnierzom jednostek specjalnych (GROM, Formoza, JWK, Agat, Nil, PJOS, oddział specjalny ŻW) oraz orkiestrze i kompanii reprezentacyjnej. Z kolei dodatek motywacyjny dotyczył tylko szeregowych i podoficerów, którzy posiadali I, II, III lub mistrzowską klasę kwalifikacji. Szósty dodatek pobierali pracownicy uczelni wojskowych na stanowiskach wybieralnych. Ostatnim, siódmym, był dodatek wyrównawczy dla sędziów i prokuratorów wojskowych (równał ich wynagrodzenie do kwot uposażenia na równorzędnych stanowiskach cywilnych).
Rozporządzenie dotyczące dodatków dla żołnierzy z 2004 roku utraciło moc w listopadzie 2014. Wtedy w życie weszło nowe, nieobowiązujące już rozporządzenie szefa MON. Zgodnie z nim żołnierzom zawodowym przysługiwało pięć różnych dodatków: specjalny, służbowy, za długoletnią służbę wojskową, motywacyjny oraz funkcyjny. Dodatek specjalny obliczano stosując mnożniki kwoty bazowej, która wynosi 1500 zł.
Oprócz uposażenia zasadniczego i dodatków żołnierz zawodowy w 2014 r. mógł liczyć na należności pieniężne. Były to m.in. zasiłek na zagospodarowanie, gratyfikacja urlopowa, zapomogi, nagrody uznaniowe i jubileuszowe, odprawa, dodatek wojenny czy należności za podróże służbowe. W 2016 i 2023 r. wydano kolejne rozporządzenia dot. dodatków do uposażenia żołnierzy zawodowych.

## Operacje wojskowe Sił Zbrojnych poza terytorium Polski
Siły Zbrojne RP brały udział w wielu operacjach wojskowych innych niż wojna poza granicami kraju, między innymi:
- Afganistan: PKW Afganistan w operacji Resolute Support – ok. 120 żołnierzy (w tym 44 poniosło śmierć),
- Bośnia i Hercegowina: PKW Bośnia i Hercegowina w operacji EUFOR Althea – ok. 50 żołnierzy (w tym 1 poniósł śmierć),
- Estonia, Litwa i Łotwa: PKW Orlik w operacji Baltic Air Policing – ok. 120 żołnierzy,
- Kosowo: PKW Kosowo w operacji KFOR – ok. 230 żołnierzy (w tym 3 poniosło śmierć).